# Tu viện Jasna Góra
Tu viện Jasna Gora (tiếng Ba Lan: Jasna Góra [ˈjas.na ˈɡu.ra], Luminous Mount, tiếng Hungary: Fényes Hegy, tiếng Latinh: Clarus Mons), tọa lạc tại ở phía Tây tỉnh Częstochowa, Ba Lan. Đây là tu viện Mary Đồng trinh nổi tiếng nhất đất nước Ba Lan. Trong đó bức tranh "Thánh mẫu Đen" là hiện vật nổi tiếng nhất tu viện.
Địa điểm này là một trong Di tích Lịch sử quốc gia chính thức của Ba Lan (Pomnik historii) và được theo dõi bởi Ủy ban di sản quốc gia Ba Lan.

## Vị trí
Nằm ở phía Tây thành phố, vươn lên đến độ cao 300m là một ngọn đồi với một dãy những nhà lễ và nhà ở, được bao quanh bởi những ụ đất đắp cao và một công viên. Ngọn đồi này gọi là Jasna Gora, trong tiếng Ba Lan có nghĩa là "núi sáng". Mỗi năm có đến 5 triệu người đến viếng nơi này. Mục tiêu của những người khách này là Nhà nguyện Thánh mẫu ở Jasna Cora, với hình tượng của Đức mẹ Đồng trinh, gọi là "Thánh mẫu Đen".

## Lịch sử

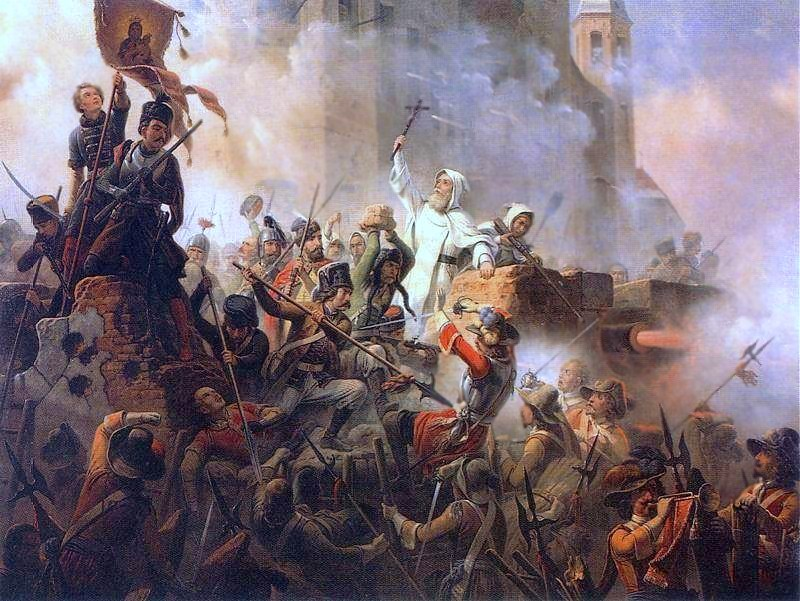
The Defence of Jasna Góra 1655 –
của January Suchodolski

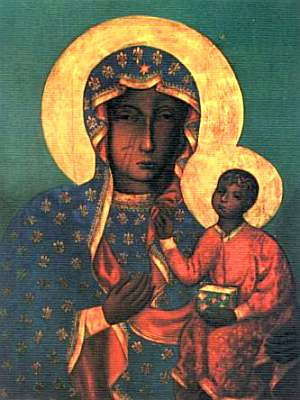
Black Madonna of Częstochowa, Ba Lan

Tu viện Jasna Góra được thành lập vào năm 1382 bởi Các tu sĩ Pauline đến từ Hungary theo lời mời của Władysław, Công tước xứ Opole. Tu viện đã là một điểm đến hành hương trong hàng trăm năm và nó chứa một biểu tượng quan trọng của Đức Trinh Nữ Maria. Biểu tượng, mô tả Đức Mẹ với Chúa Hài đồng, được gọi là Đức Mẹ Đen của Częstochowa hoặc Đức Mẹ Częstochowa, được tôn kính rộng rãi và ghi nhận với nhiều phép lạ. Trong số này, nó được cho là đã cứu tu viện Jasna Góra một cách thần kỳ trong Cuộc vây hãm Jasna Góra diễn ra vào thời điểm Đại hồng thủy, thế kỷ 17 Thụy Điển cuộc xâm lược. Sự kiện này đã kích thích cuộc kháng chiến của người Ba Lan. Người Ba Lan không thể ngay lập tức thay đổi tiến trình của cuộc chiến, nhưng, sau khi liên minh với Hãn quốc Krym, họ đã đẩy lùi người Thụy Điển. Ngay sau đó, tại thánh đường Lwów (Lviv), vào ngày 1 tháng 4 năm 1656, vua Ba Lan Jan Kazimierz long trọng tuyên bố lời thề của ông là dâng hiến đất nước cho Mẹ Thiên Chúa bảo vệ và tuyên bố Bà là Người bảo trợ và Nữ vương của các vùng đất trong vương quốc của ông.
Trong số những hiện vật quan trọng nhất của tu viện là huy chương Giải Nobel Hòa bình của Lech Wałęsa, cựu tổng thống Ba Lan và nhà tổ chức công đoàn.

## Các vụ trộm và sự mở rộng tu viện
Sự nổi tiếng của bức tranh này ngày một gia tăng và ngày càng có nhiều người hành hương đến đây để lại những món quà quý giá trong tu viện. Tuy nhiên nó cũng thu hút những kẻ trộm; và đến mùa Phục sinh năm 1430 một nhóm thành viên của hội Huxit đã đột nhập vào nhà nguyện và dùng kiếm rạch khuôn mặt Đức mẹ trong tranh. Sau đó bức tranh đã được phục hồi lại, nhưng những vết sẹo trên mặt thánh mẫu vẫn không thẻ xóa hết được, và được để lại như một dấu vết lưu niệm. Điều này lại càng kích thích cho sự bùng nổ các cuộc hành hương đến đây, và đồng thời càng thu hút thêm số người trộm cướp. Cuối cùng tu viện phải mở rộng và củng cố thêm, và nó đã biến thành một pháo đài, với những bức tường kiên cố, những thành lũy và một đường hào bao quanh.

## Hiện vật
Trong tòa nhà khoa bạc được xây dựng vào thế kỷ XVII có những hiện vật trưng bày rất có giá trị, là quà tặng của nhiều tín đồ, từ các vua chúa, các vị hoàng tử, những Giáo hoàng, giám mục và thường dân. Trong số những quà tặng này có những tác phẩm nghệ thuật rất đẹp: các hòm đựng thánh tích, những chiếc áo choàng, đồ nữ trang, huy chương và những bức vẽ của họa sĩ Ba Lan nổi tiếng Matejko. Những món quà cổ xưa nhất đã có từ thế kỷ XV. Ngoài ra ở Częstochowa bạn có thể biết đến kho vũ khí, sảnh đường Hiệp sĩ và nhà bảo tàng với những hiện vật, những tác phẩm nghệ thuật và những món quà rất hấp dẫn, trong đó có cả giải thưởng Nobel Hòa bình của Lech Walesa. Để mở rộng tầm mắt, bạn cũng có thể leo lên 519 bậc tam cấp của ngọn tháp tại đây. Ở độ cao trên 100 m ta có thể thưởng ngoạn quan cảnh kỳ thú và ngoạn mục của tu viện, thành phố và cả vùng Częstochowa.

## Thư viện ảnh

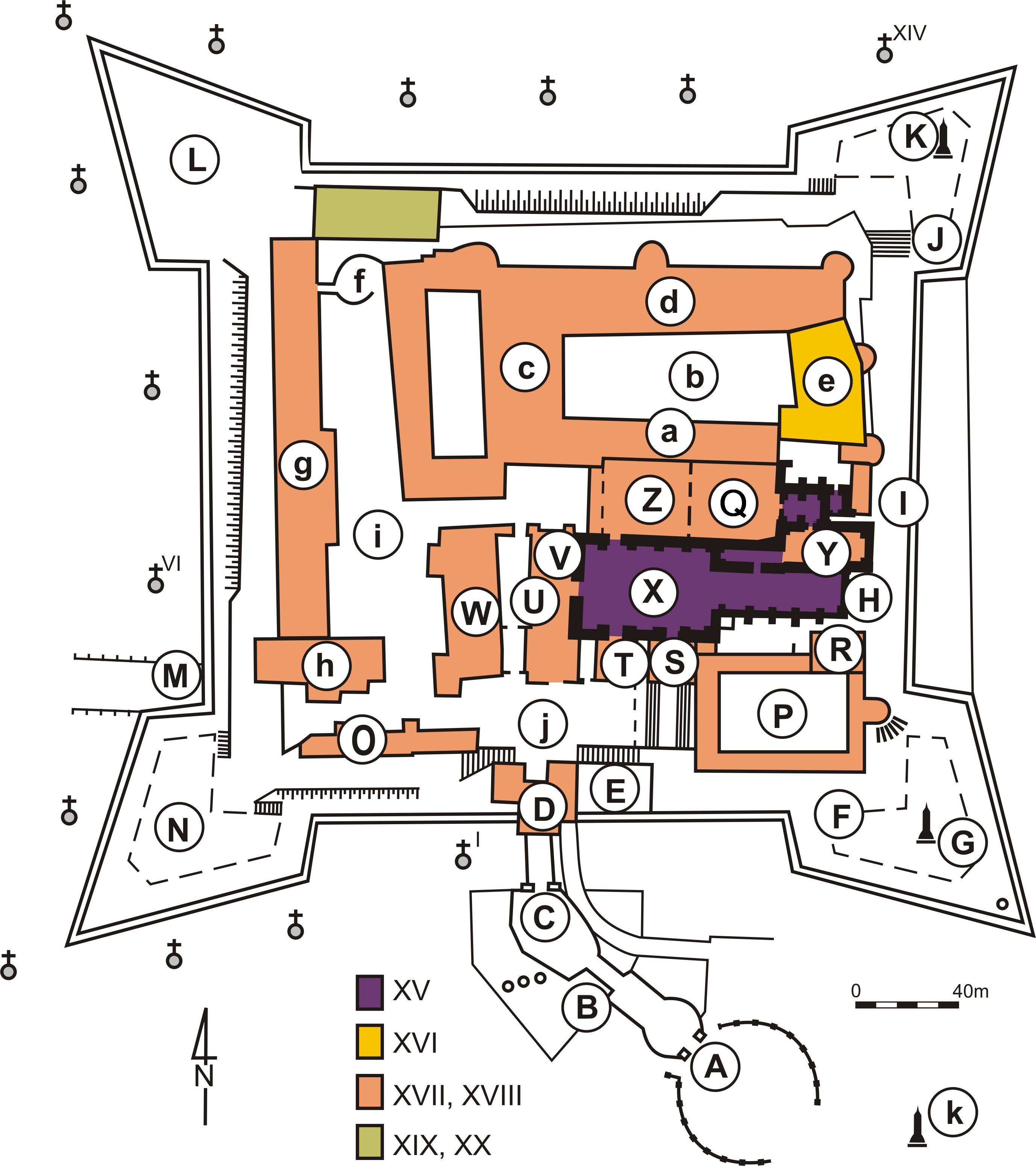
Sơ đồ mặt bằng
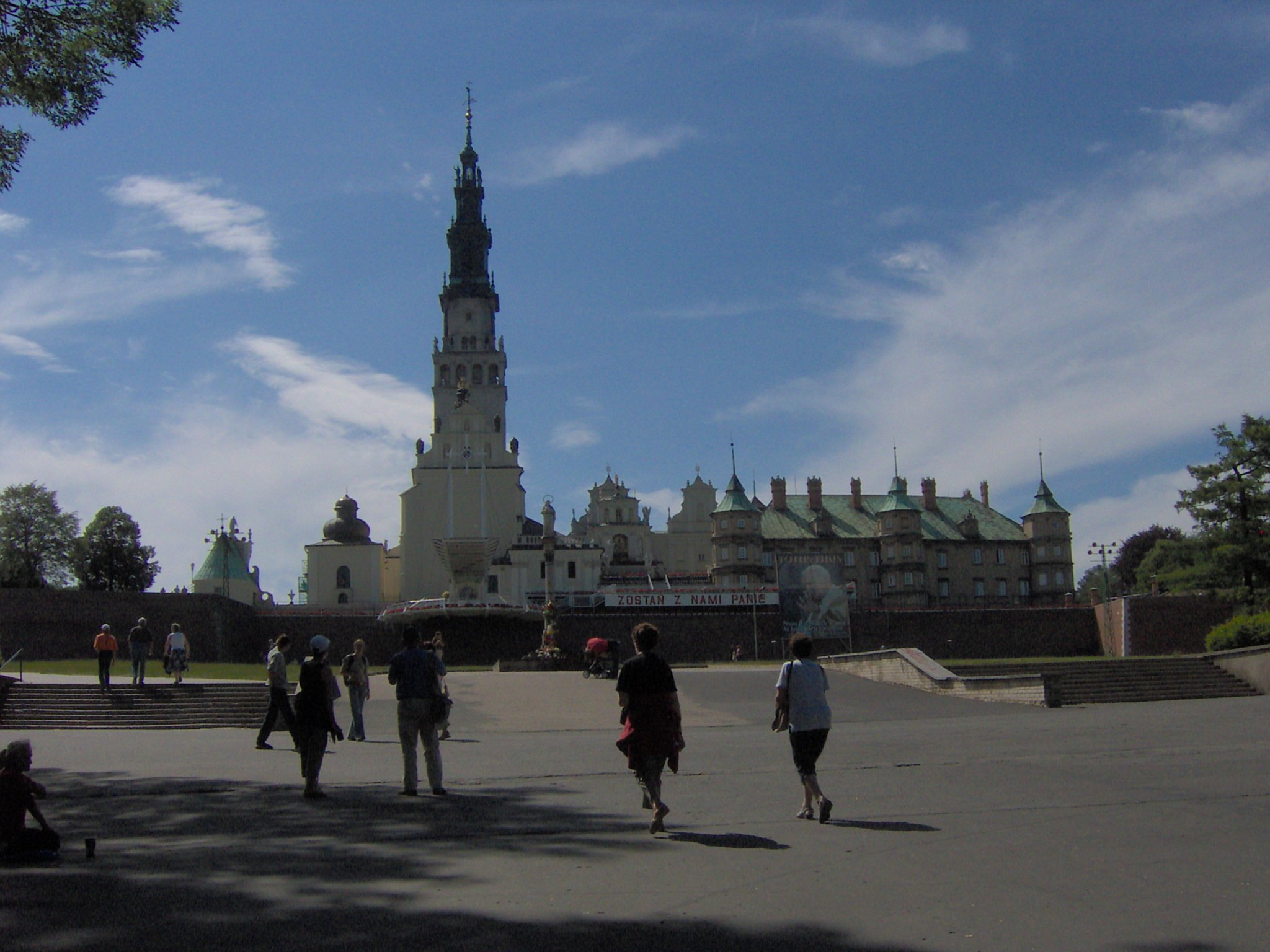
Tu viện Jasna Góra
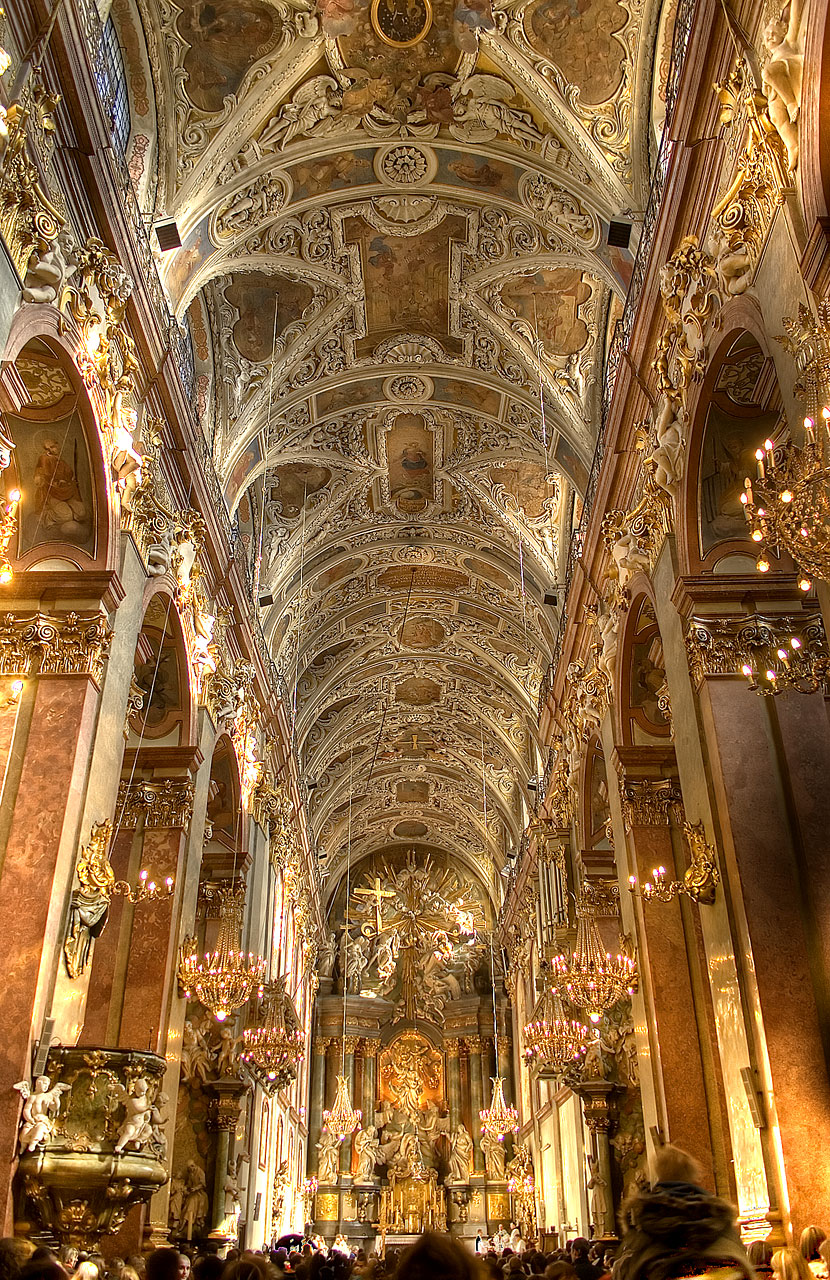
Gian chính giữa vương cung thánh đường
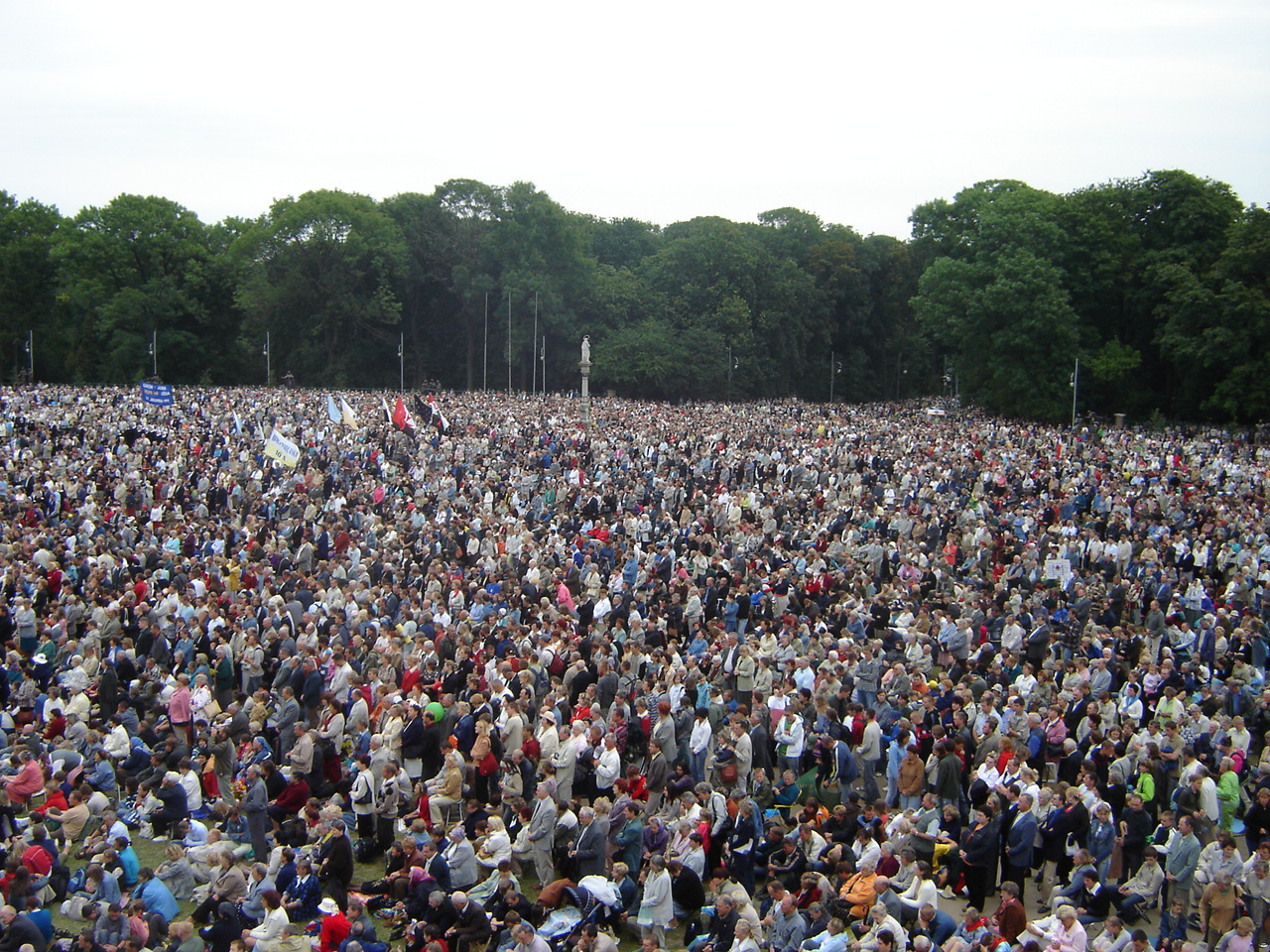
Những người hành hương đến dự Lễ Đức Mẹ Hồn Xác Lên Trời
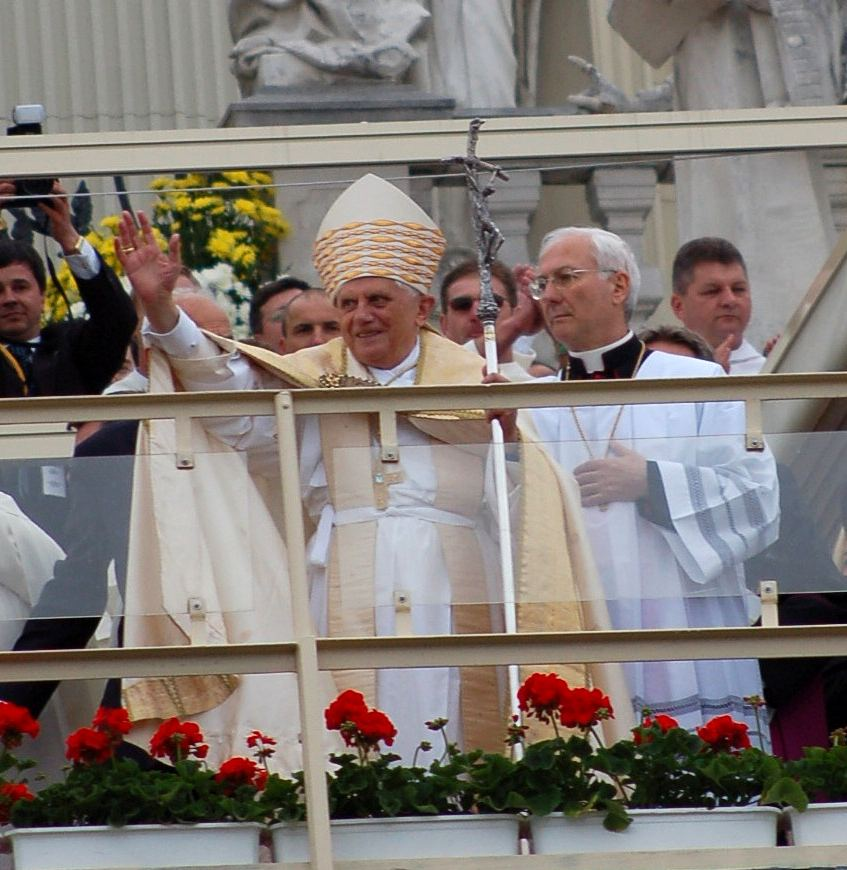
Giáo hoàng Benedict XVI về Jasna Góra năm 2006
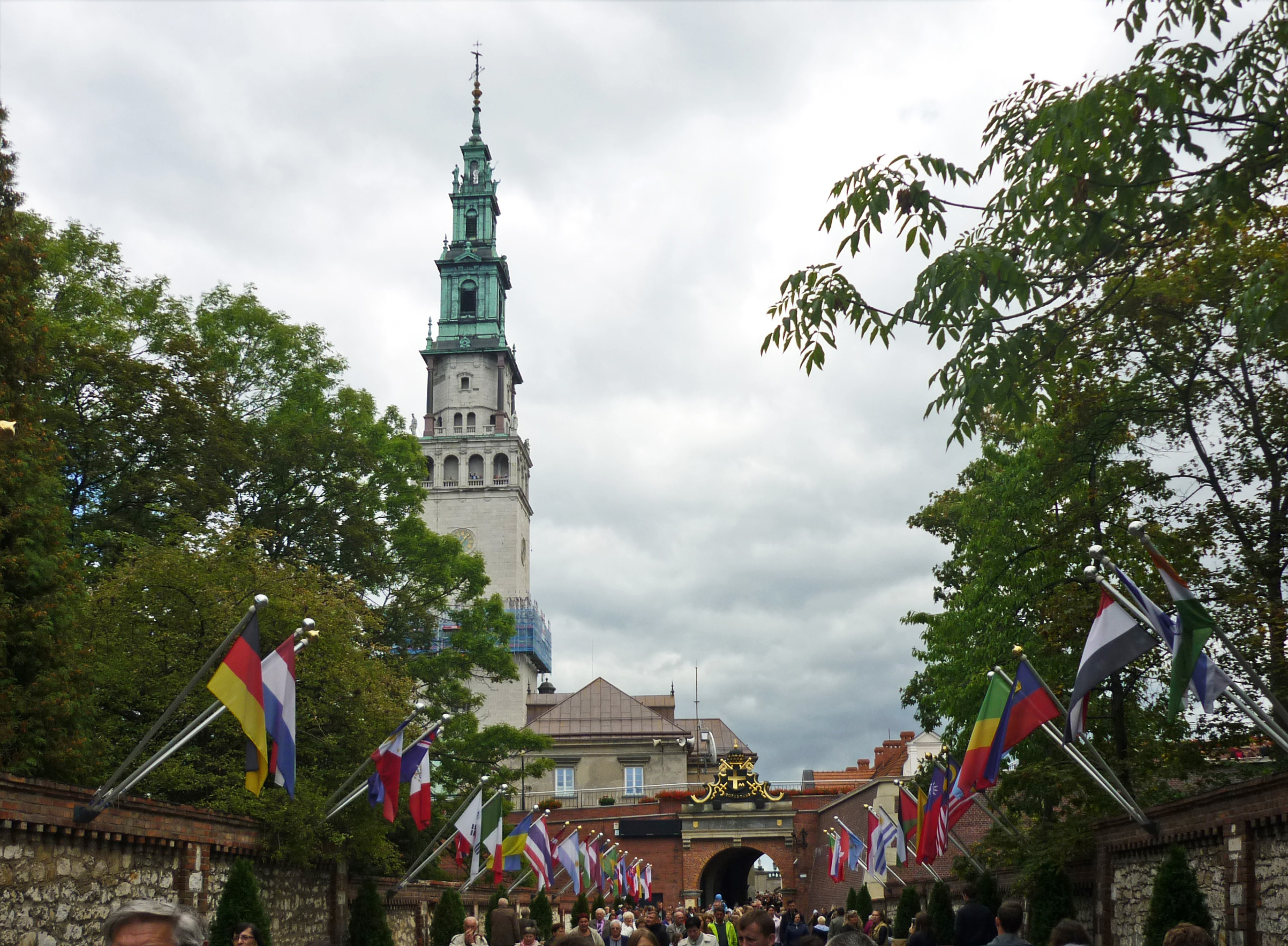
Cảnh nhìn từ tháp
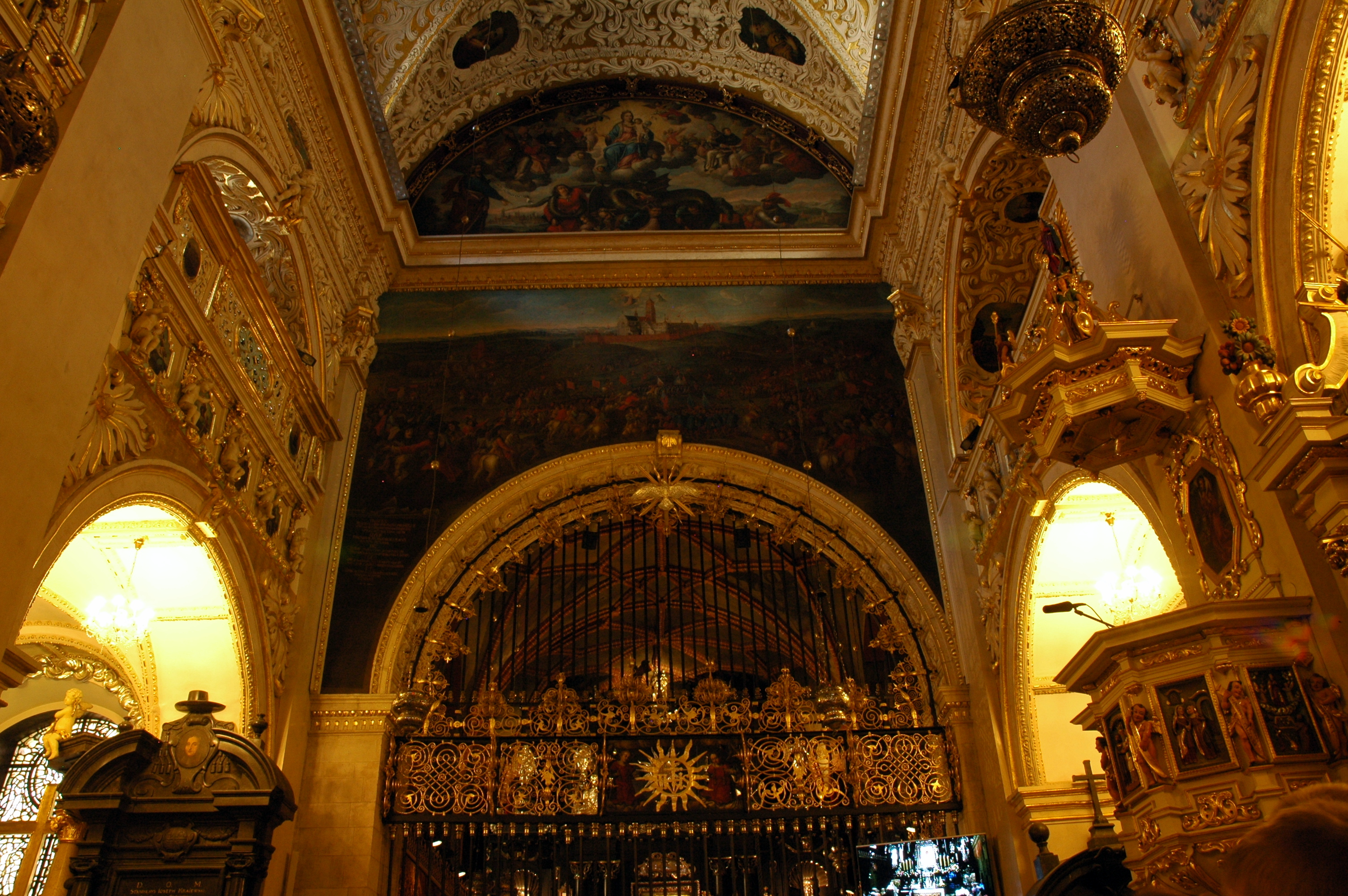
Nội thất của tu viện
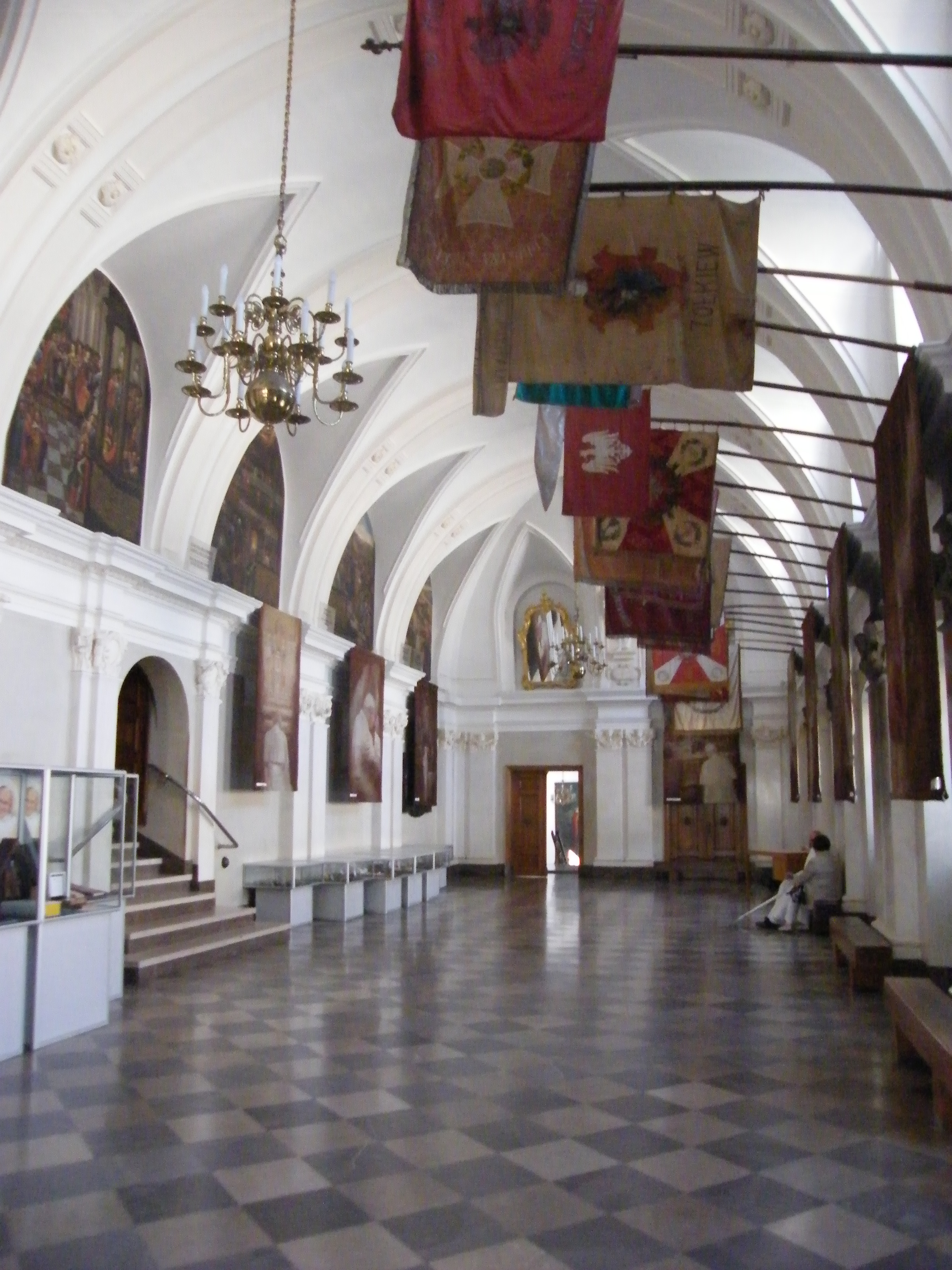
Phòng hiệp sĩ
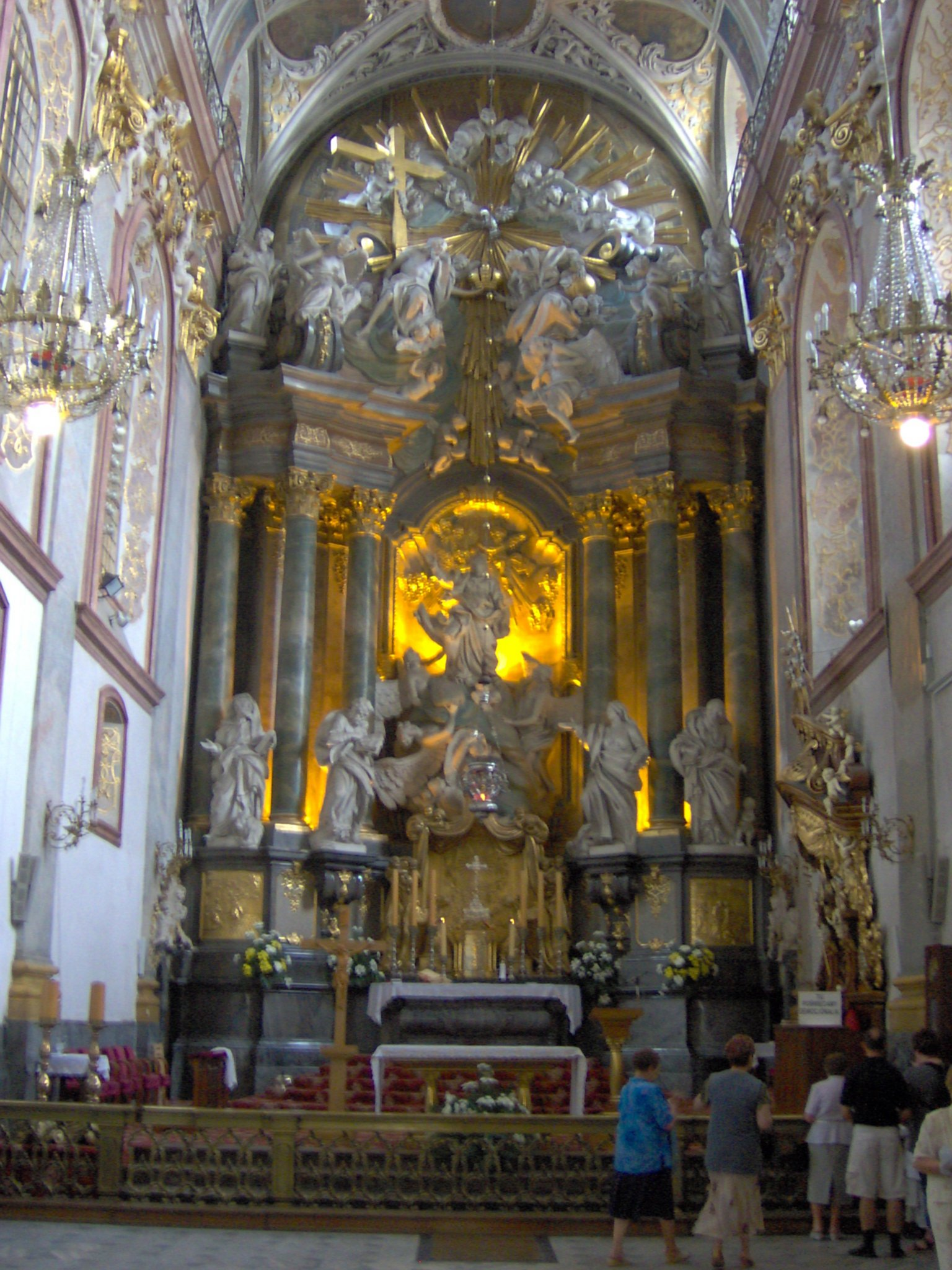
Bàn thờ chính
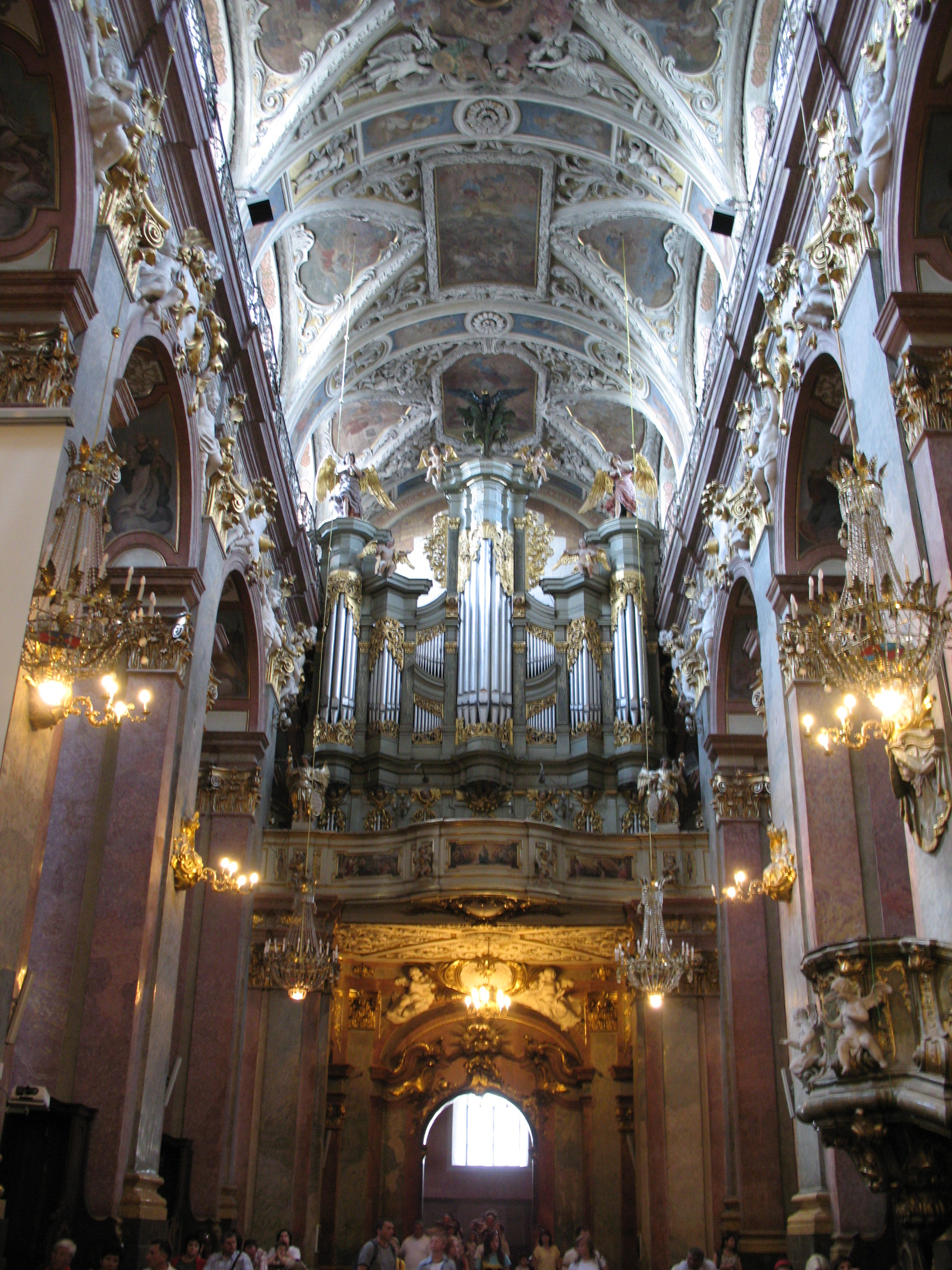
Các cơ quan bên trong tòa nhà chính
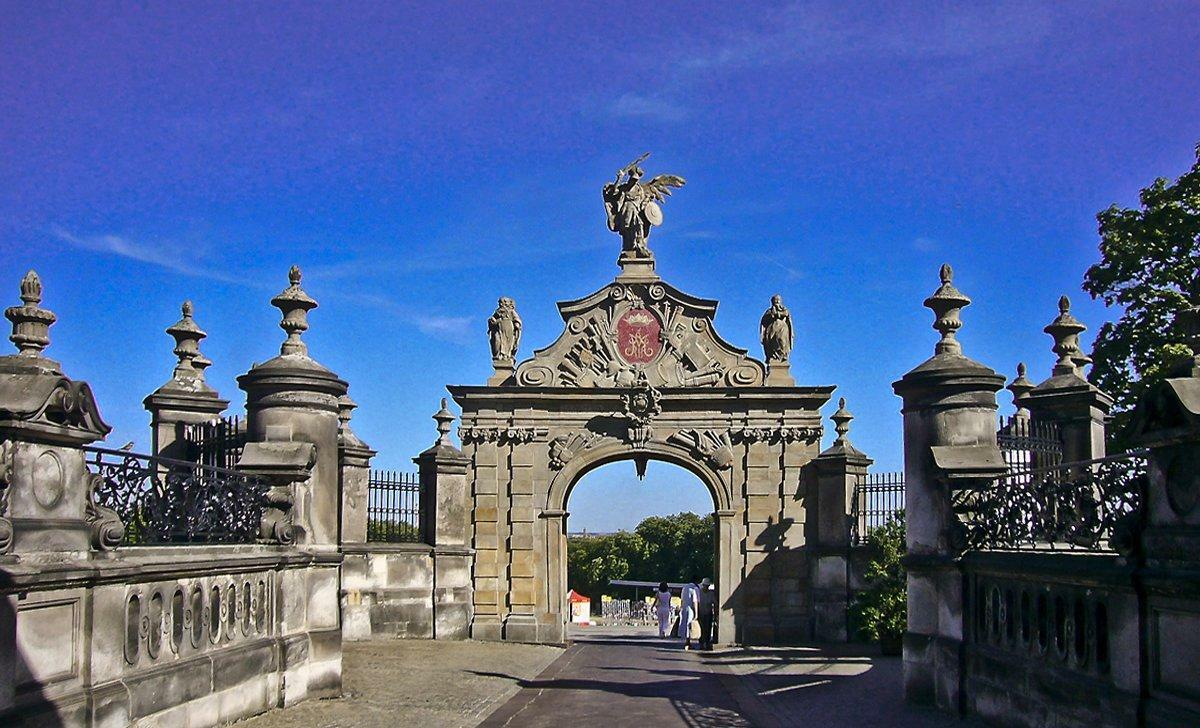
Cổng Lubomirski
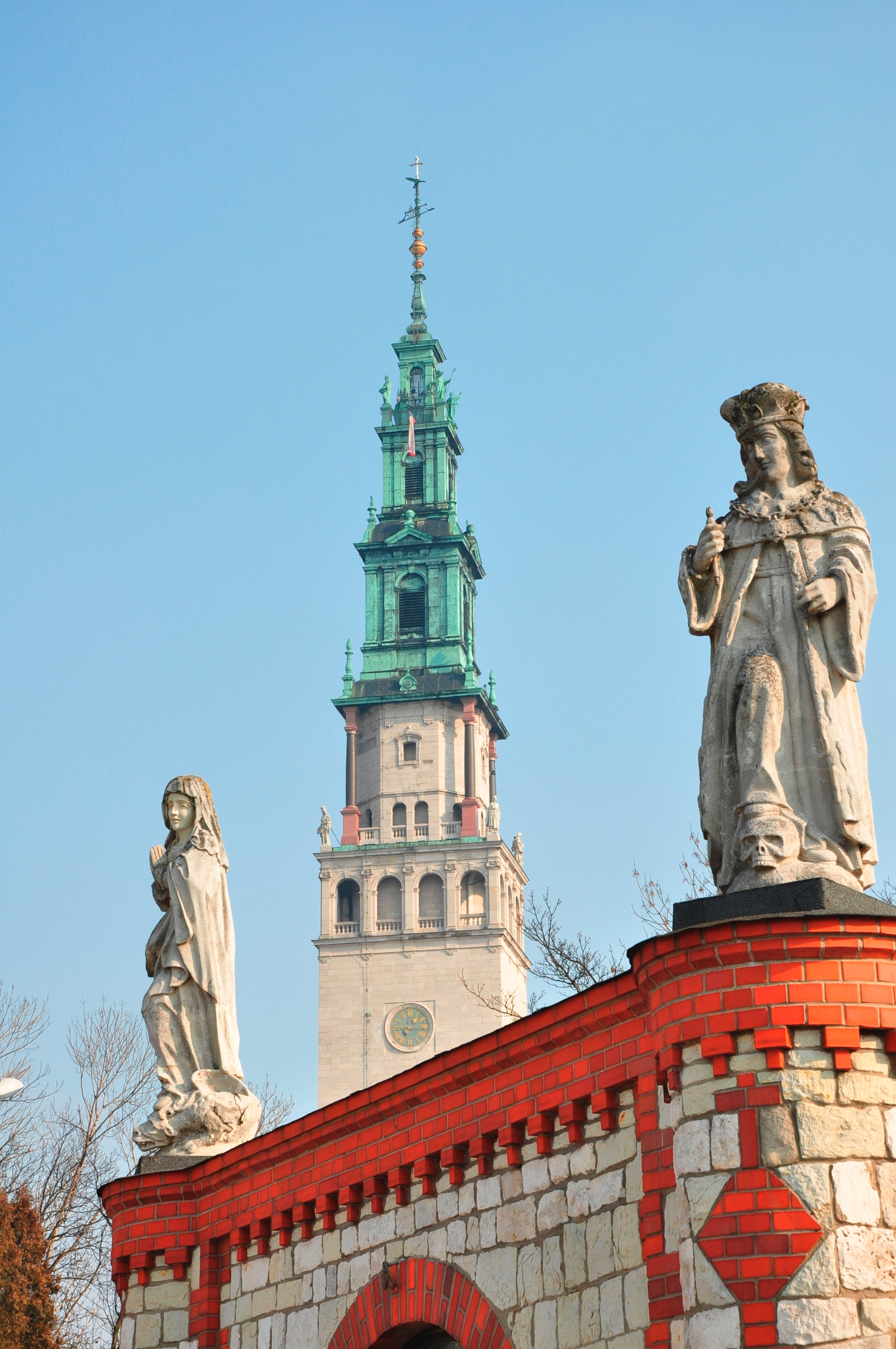
Tượng trong tu viện
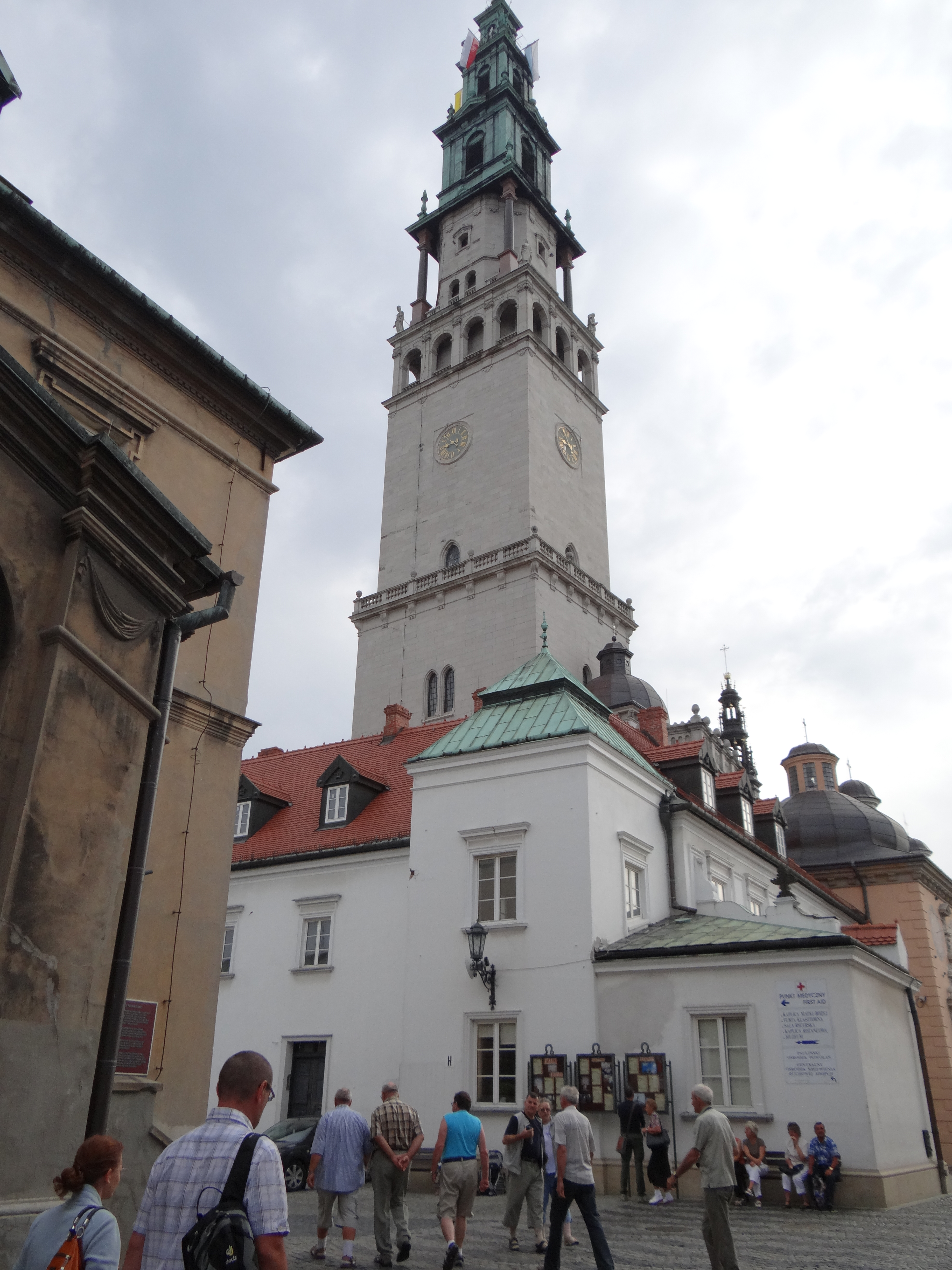
Khách hành hương viếng thăm tu viện năm 2012
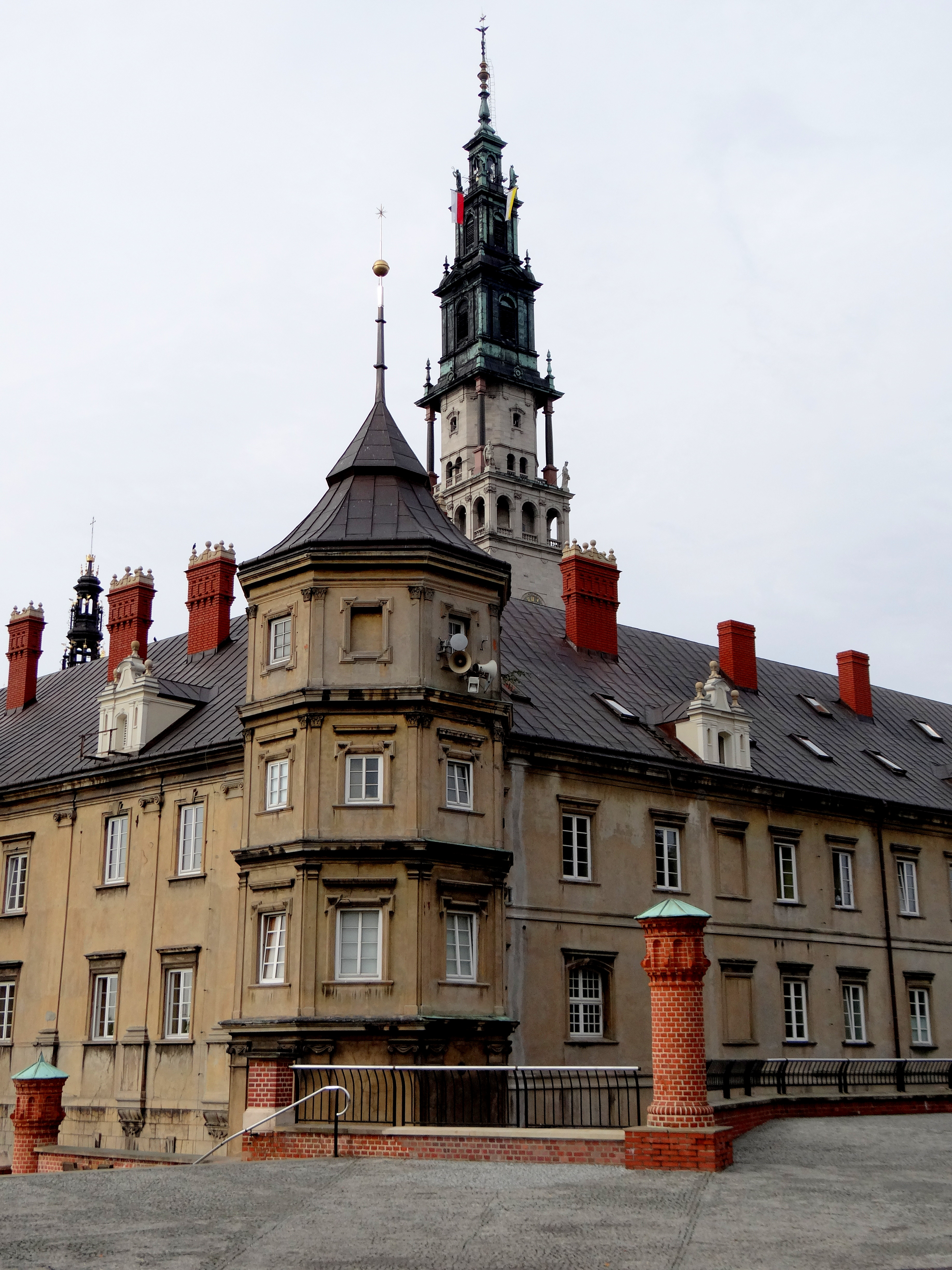
xây dựng tu viện
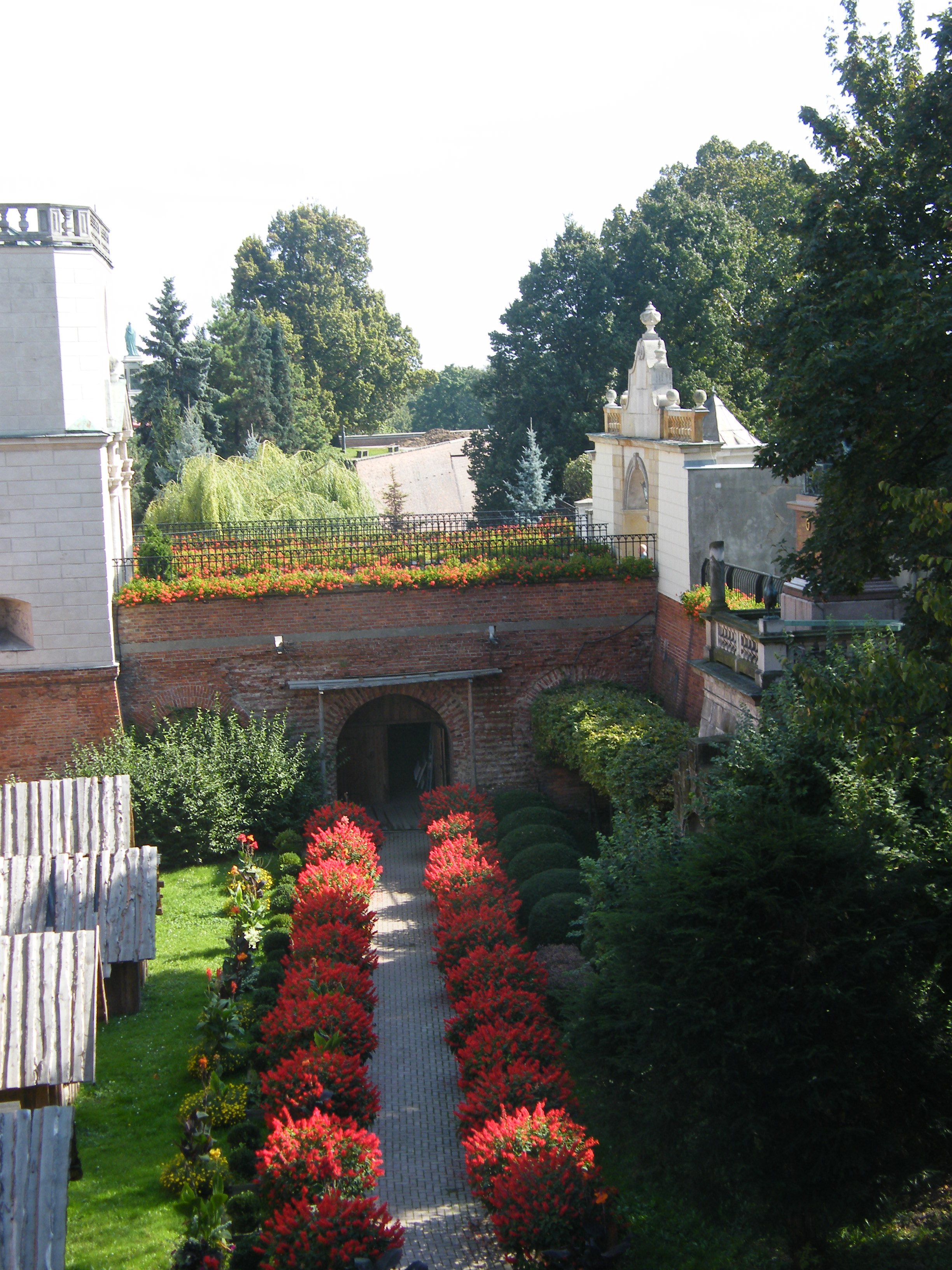
Cảnh nhìn từ công viên